# Княжолука
Княжолу́ка — село в складі Долинської міської громади Калуського району Івано-Франківської області України.

## Географічні дані
Село розташоване на відстані 11 км від центру громади та залізничної станції Долина, в 71 км від Івано-Франківська та 4 км від шосе Львів — Івано-Франківськ. Село нараховує 1 072 двори та мешкає 3 238 осіб (дані на 01.01.2013 року). Ним протікає річка Садзавка.

## Історія
Княжолука вперше згадується в письмових джерелах кінця XIV століття. Це одне з найдавніших сіл в Калуському районі.
Перша згадка у грамоті від 29 червня 1394 року, де вказано, що король Ягайло віддає своєму слузі Данилу Дажбоговичу Задеревецькому кілька сіл у Жидачівській і Галицькій волостях та підтверджує його право на володіння тими селами, які він купив або обміняв. Княжолука була обміняна на Сяхів, що на Львівщині.
З контексту цього документа відомо, що Княжолука, як населений пункт, давно існує.
Походження назви села не вказує, що засновником був котрийсь із великих князів Галицьких. Ймовірно, воно заселене феодалом-землевласником, що мав лише титул, але не мав князівських повноважень.
У ХІV ст. значна кількість князів підпала у васальну залежність князя литовського і поступово втратила державну владу. Отже, засновником цього населеного пункту був феодал-землевласник, який титулувався князем. А оскільки село розташоване на луках пообіч Свічі, то одержало відповідну назву КНЯЖОЛУКА.

### Давнина
У податковому реєстрі 1515 року в селі документується піп (отже, уже тоді була церква) і 2 лани (близько 50 га) оброблюваної землі.
Тяжке становище селян за часів панування золотоординських завойовників, угорських феодалів, австрійських баронів та польської шляхти спонукало до опору з їх боку.
Відомо, що в 1961 році (перевірити) 45 селян Княжолуки вийшли на лани пана (попа) Яна Браткоського в с. Гошів і вижали 400 кіп збіжжя.
1657 року селяни сіл Княжолука, Новоселиці і Липи об'єднавшись, прийшли в маєток українського шляхтича Івана Вітвицького і побили його дружину, а в 1661 році організовано захопили панське майно.
Зі слів старожилів відомо, що за селом, де тепер хата Гайнюка Григорія, з горішньої частини села, стояли великі ворота, які закривались під час набігу орд  татарських ханів. Тому сім'ю Гайнюків прозвали «за ворітними».
Зберігаються перекази, що гориста місцевість біля Княжолуки від назви суха Вежа-Зайчисько була скарбницею Галицько-Волинського князівства.
Протягом XVII ст. селяни декілька разів виступали проти феодальної несправедливості. Волелюбні та горді прикарпатці не скорилися поневолювачам. Ніхто не зміг знищити їх культуру, мову, почуття любові до краю. Вони вели героїчну боротьбу проти соціального й національного гніту і через віки пронесли свою культуру, свої національні традиції до наших днів. 
У 1786 р. в селі було 66 хат і 359 мешканців.

### Млини
У селі Княжолука зберігся чи не єдиний в області, а можливо і загалом на Прикарпатті, діючий водяний млин. Про цей млин збереглася добра згадка старожилів усіх навколишніх сіл. Вантажені зерном вози скрипіли вдень і вночі. Аби звальцювати борошно, треба було домовлятися заздалегідь і майже тиждень чекати своєї черги. Поза нею тут мололи лише ґаздам, які справляли весілля або поминки. Тоді ніхто й слова не казав. За пам'яті старих людей у цьому селі мололи збіжжя три млини:
- млин Коха;
- млин Дігля;
- млин Мошмана;

Але найбільшої слави зажив той, що працює понині. Це млин Мошмана. За іншими і сліду не лишилось. Тут млинкували все: жито, пшеницю, овес, ячмінь, біб, горох, квасолю і навіть жолуді на корм свиням. Отак господарювали наші діди. Теплий спомин залишив по собі німець на прізвище Мошман, який збудував цей млин у 1922 році. Доля не прихиляла своє крило його родині. З дружиною виколисали вісімнадцятеро дітей, дев'ятеро з яких у молодім віці взяла на вічний спочинок земля. Шістьом синам, яким судилося жити, батько вибудував кожному по млину. Окрім Княжолуки Мошмани хазяйнували в Стрийському, Рожнятівському, Калуському і Галицькому повітах. І від них, як і від інших, на берегах річок і сліду немає. Але живе в селі один поважний чоловік, в уяві якого крутяться іще нові дерев'яні колеса тодішніх інженерних будівель. Це 82-річний Гайнецький. Саме він, нині підстаркуватий дідок з густими бровами і живими вогниками в очах, уберіг до наших днів княжолуцький млин, гаруючи в ньому півстоліття. Один за одним змінювалися керівники й установи, у відання яких входив цей давній промисел, а мельник зостався. Обминала смерть, коли цілили зброєю в груди, пережив три великі повені.
У серпні 1991 року Гайнецький мав далекого гостя. Пополудні, повантаживши мливо, присів перепочити. Дивиться — під'їхала «Волга». Виходить з машини якийсь сивий гарно зодягнутий чоловік і свердлить очима в млині кожну закутину. Мельник згадує: Е-е-е, думаю, приїхав він сюди, неспроста. Чую: «Гутен так». Відповідаю: «Гутен так». Поволі довідуюся, що прибулий — внук Мошмана. Прізвище Гендерман (син доньки, колишнього власника маєтків). Приїхав з Німеччини в Україну як турист і на кілька годин вирвався в Княжолуку, аби подивитися, чи є млин. Йому було два роки, коли дід празнував перше мливо з Княжолуки. А дід усе познимкував: стіл, столярний верстат, то ще його дід майстрував турбіну, ківш, отой розвалений п'єц…Так і поїхав.
Ось така історія княжолуцького млина на річці Свічі, і таке життя старого мельника, його живого свідка (дані на 1992 рік).
На 2009 рік млин зберігся, але не діючий. Мельник Гайнецький помер в 1996 році.

### Освіта
В умовах австрійського і польського панування в с. Княжолуці, як і в всій Галичині, залишалося нерозв'язаним питання освіти. Властивою  для цього періоду була суцільна неписьменність. Діти простого селянина були позбавлені можливості одержати хоча б елементарну освіту. Але на вимогу народних мас в с. Княжолука в 1845 році було відкрито народну (тривільну) школу. Вчителем був Якимів Василь.
1858 році село налічувало 1011 жителів, а в 1880 році — 1226 осіб. На таку кількість жителів і далі лишалась однокласна школа (згадки 1884, 1895 рр.). І лише в 1897 році шкільна Рада перейменувала школу на двокласну, з 1 вересня 1897 року вона існувала, як двокласна. 
Школа знаходилась у центрі села на протилежній стороні від теперішньої школи. Жалюгідна халупка під соломою скоріше нагадувала хлів, аніж заклад освіти.
Двокласна школа існувала до 1901 року (згадки 1900, 1901 рр. у книзі Шематизм. Львівської греко-католицької Єпархії,1900 р.)
З 22 червня 1901 року шкільна Рада перейменувала двокласну школу на чотирикласну.
Старожили пригадують, що шкільна хатина складалася з двох класних кімнат, у яких до обіду навчались разом 1 і 2 класи, а 3 і 4 класи спільно після обіду. Освіту діти здобували 6 років (у третій і четвертий класи ходили по 2 роки).
Навчання велось українською мовою.
Після першої світової війни, коли Галичина опинилась під владою панської Польщі, у школу прийшов працювати Площанський Михайло Михайлович з дружиною Марією. Навчання продовжувалось за тією ж чотирикласною, але шестирічною освітою. Справжній сподвижник народної освіти, енергійний і талановитий педагог, людина передових поглядів, яка прагнула дати світло знань бідному людові, Площанський береться за будівництво нової школи. Силами селян, які не зразу повірили в безкорисливі наміри вчителя, в 1926-28 роках було збудовано нову школу (зараз вона залишається одним із корпусів сучасної школи). В новому приміщенні були 4 класні кімнати. До 1930 року діти навчалися українською мовою, а з 1930 року навчання велось польською мовою.
За офіційними даними в 1931-32 рр. населення села Княжолука становило 1620 жителів, а дітей у школі навчалося 32.
У збірнику «Dziennik wizetowy Kuzutazjat użędu szkolnego lwowskiego», 1939 р. №4, с.161 згадується, що в с. Княжолука була утраквістична (польсько-українська) школа. І в цій школі, де навчались діти українського народу, українська мова викладалась раз на тиждень одну годину, та й називався той урок «jezyk ruski».
Після смерті вчителя Площанського М. М. (приблизно 1929 р.) приїхали працювати інші вчителі. Навчання в школі не було обов'язковим, влада воліла, щоб «хлопські» діти лишались неписьменними. Тому доросле населення в основному було неграмотне. Жоден житель села в той час не мав середньої і вищої освіти.
У 1939 році в селі проживало 2140 мешканців (2020 українців, 10 поляків, 10 латинників, 100 німців).
Після 1 листопада 1939 року в село приїхало працювати понад 10 молодих спеціалістів із східної України. Серед них був і Зорій Дмитро Васильович, який у майбутньому став зав. відділом народної освіти колишнього Вигодського району.
Школа перейшла на семирічний термін навчання, працювала також вечірня школа сільської молоді. За парти сіли й дорослі.
В 1939—1940 рр. було взято на облік усіх дітей шкільного віку, проведено облік неписьменного населення. Навчання проходило вже рідною мовою.
В 1959 році був збудований 2-ий корпус школи. Директором школи в той час був Печенюк Петро Іванович.
Йшли роки, приміщення школи тісні і навчання постійно проходило в дві зміни. В 1975 році відбулось відкриття третього корпусу середньої школи. Школа перейшла на середню освіту, але двозмінне навчання ще залишається. Станом на 1991 рік   виготовлена  документація на будівництво нової типової середньої школи. Будівництво повинно розпочатись в 1992 році, але так і не розпочалося.
На даний час (2009 р.) школа залишається в такому ж стані, як і в 1991 році, однак технічна документація на будівництво нової ЗОШ І-ІІІ ступенів у стадії завершення. 
17 жовтня 2008 року директором Княжолуцької ЗОШ І-ІІІ ст.. Косар Ярославою Григорівною були проведені шкільні загальні батьківські збори «Про початок навчального 2008 року». Зі зверненням від батьків до вищих органів виступив секретар виконкому Княжолуцької сільської ради Проців Іван Іванович  з питання вирішення будівництва нової школи. Рішенням зборів звернення було підтримано присутніми і доручено Проціву І. І. направити дане звернення у відповідні вищі інстанції та вести контроль за ходом вирішення даного звернення і доповідати про хід вирішення на загальних зборах громадян. 
Через рік листування з вищими органами щодо будівництва нової школи, дане звернення було поставлено на контроль у секретаріаті Президента України (Служби з питань звернень громадян) відповідно листа за №22/079935-09 К від 16.09.2009 року.
06.10.2009 року за №  П-41 відділом освіти Долинської РДА повідомлено, що Івано-Франківською філією НДІ «Дніпроміст» виготовлено проектно-кошторисну документацію на будівництво нової школи потужністю 600 учнівських місць, вартість будівництва школи становить двадцять млн. сімсот двадцять тисяч грн. 21.07.2010 р. за  №14-214/809/177 Івано-Франківською обласною радою повідомлено, що рішенням обласної ради  від 16.07.2010 року №1105-39/2010 передбачено видатки на будівництво нової школи в с. Княжолука 775,398 тис.грн.
В 2010 році  закінчено будівництво підвального приміщення  з бетонним перекриттям головного корпусу нової школи, в 2011 році ведеться  кладка стін. У 2017 р. школу відкрито.

### Культура
В 1930 році почала діяти в селі хата-читальня. Тут для них створювались різні гуртки, платні курси, де навчали плести, куховарити, шити. Своє вміння учасники гуртків демонстрували на так званих вечорах. На них виставляли різні наїдки і напої. Запрошували на них усю інтелігенцію села. Наприкінці були танці в сільському клубі для всіх учасників. 
При клубі діяли мішаний і чоловічий хори, багато їздили з виступами  по селах, брали участь у обласних і районних конкурсах. Працював драматичний гурток, де готувались різні вистави. Активну участь брали у ньому вчителі і селяни. Одним із перших керівників хору і драматичного гуртка були сільський дяк Микола Дяків та Тарнавський (з Долини) — напрочуд закохані у народне мистецтво люди.
Ці традиції збереглися і до сьогодні. При сільському клубі і дальше працюють гуртки аматорської творчості, а саме: вокальний гурток, де залучені люди різних вікових категорій, гурток художнього читання — це талановиті діти, які багато виступають на сцені села, а також беруть участь у різних районних конкурсах, драматичний гурток постійно радує нас своїми завжди цікавими та веселими, а іноді сумними виставами. Не можна не згадати також і танцювальний гурток, який танцює як народні танці, так і сучасні. 

### Самоврядування
Місцева рада була утворена в 1947 році.
З грудня місяця 1947 року сільським головою був призначений Лютан Микола Гарасимович (1888 р.н.), а секретарем сільської ради — Ляхновський Гринь Григорович (1893 р.н.).

## Населення

### Мова
Розподіл населення за рідною мовою за даними перепису 2001 року:
| Мова            | Кількість | Відсоток |
| --------------- | --------- | -------- |
| українська      | 3003      | 98.75%   |
| циганська       | 14        | 0.46%    |
| російська       | 10        | 0.33%    |
| білоруська      | 2         | 0.07%    |
| польська        | 1         | 0.03%    |
| вірменська      | 1         | 0.03%    |
| інші/не вказали | 10        | 0.33%    |
| Усього          | 3041      | 100%     |

## Соціальна сфера
Адмінбудинок включає в себе:
- сільську раду;
- відділення зв'язку;
- сільську бібліотеку;
- сільський клуб

в тому числі на правах оренди:
- продуктовий магазин ТзОВ «Галицька торгова компанія» — п/п Титиш І. П.;

На території с. Княжолука розташовані:
- господарський магазин — п/п Льохерт С. І.;
- господарський магазин — Фединяк П. І.;
- продуктовий магазин «Анжеліка» — п/п Мимка С. І.;
- продуктовий магазин — п/п Сасник Д. І.;
- продуктовий магазин ТзОВ «Галицька торгова компанія» (вул. Промислова) — п/п Титиш І. П.;
- кафе «Око» — п/п Трухан В.

Працює лікарська амбулаторія загальної практики — сімейної медицини, аптечне відділення.
У 2017 р. відновлена церква св. великомученика Димитрія.
У приміщенні школи працює їдальня — п/п Гайнюк О. І.
Футбольна команда села щорічно бере участь у футбольних змаганнях і має свій стадіон у центрі села.
Село Княжолука повністю газифіковано і електрифіковано.
Ведеться будівництво будинку культури котре триває вже понад 20 років і не знати в якому столітті завершиться — завершено нульовий цикл і розпочато кладку стін котрі вже розсипаються в порох
На території села розміщено 40 контейнерів для вивезення твердих побутових відходів, що здійснюється управлінням комунального господарства м. Долина.
Центральна вул. Шевченка повністю покрита асфальтом.
Планується:
- Закінчити берегоукріплення річки Свіча;
- Провести реконструкцію потоку Саджівка;

## Люди
- Бондарук Віталій Анатолійович (1997—2022) — старший лейтенант Збройних Сил України, учасник російсько-української війни. Герой України.
- Могитич Роман Іванович, також Моґетич, Могетич (народився 27 листопада 1890 в селі Княжолука — помер близько 1956 у Празі) — український народний учитель. Автор театральних п'єс, поезій.
- Денисів Ігор Іванович — солдат, боєць 128-ї гірсько-піхотної бригади, нагороджений орденом «За мужність» III ступеня (посмертно). Похований у селі.
- Троян Сергій Станіславович (1960 р.н.) — закінчив  Чернівецький  національний університет ім. Юрія Федьковича. В 1995 році  захистив докторську дисертацію. Завідувач  кафедри всесвітньої історії політичних наук у Рівненському  національному університеті професор всесвітньої історії Дніпропетровського національного університету, всесвітньої історії та правознавства Бердянського державного педагогічного університету, закладу інституту соціології у Жешувському університеті (Польща). Є науковим редактором і членом редколегій багатьох фахових збірників з проблем всесвітньої історії та політичної науки.
- Тюшка Микола «Морозенко» (*1923, с. Княжолука — †23.02.1946, с. Станькова, Калуського району, Івано-Франківської області) — командир сотні УПА «Вітрогони».
- Кальмук Богдан Богданович (1962 р.н.) — закінчив педінститут імені Гнесіних у Москві і тепер працює за контрактом в одному із симфонічних оркестрів Америки. Вчив його знаменитий на весь світ педагог-виконавець професор Тимофій Докшіцер.
- Яциняк Василь Ількович (народився 30 травня 1952 року) — музикант, диригент, заслужений діяч мистецтв України. Закінчив Львівську консерваторію (1976 р.). На початку 80-тих був відряджений Міністерством культури України на дворічне стажування при Московському камерному хорі, де його навчанням керував відомий російський професор-хормейстер Володимир Мінін.
- Ковердан Василь Данилович — офіцер добровольчої Білої армії, учасник першого Кубанського Льодового походу, уродженець села.